# Taurhynchus camposi
Taurhynchus camposi là một loài ruồi trong họ Asilidae. Taurhynchus camposi được Curran miêu tả năm 1934. Loài này phân bố ở vùng Tân nhiệt đới.